# Monterrey Grand Prix 2001
Monterrey Grand Prix 2001 var ett race som var den första deltävlingen i CART World Series 2001. Den kördes den 11 mars på Fundiora Park i Monterrey, Mexiko. Det var första gången sedan 1981 som CART besökte Mexiko, och första gången någonsin serien hade sin premiär utanför USA. 

## Tävlingen
Cristiano da Matta tog sin andra seger i CART, och vann redan i sitt debutrace för Newman/Haas Racing. Kenny Bräck ledde från pole position, men da Matta sparade mer bränsle, och tog sig förbi i samband med det första depåstoppet. Gil de Ferran inledde sitt titelförsvar med en andraplats, före Paul Tracy och Michael Andretti, som med sitt nya stall Team Motorola, gjorde sitt första race utanför Newman/Haas Racing sedan hans period i McLarens formel 1-stall och säsong 1994 i Chip Ganassi Racing. Bräck slutade femma.

## Slutresultat
| Plats | Förare               | Team                     | Grid | Kvaltid  |
| ----- | -------------------- | ------------------------ | ---- | -------- |
| 1     | Cristiano da Matta   | Newman/Haas Racing       | 2    | 1.15,439 |
| 2     | Gil de Ferran        | Marlboro Team Penske     | 3    | 1.15,551 |
| 3     | Paul Tracy           | Team KOOL Green          | 15   | 1.16,909 |
| 4     | Michael Andretti     | Team Motorola            | 5    | 1.16,104 |
| 5     | Kenny Bräck          | Team Rahal               | 1    | 1.15,244 |
| 6     | Jimmy Vasser         | Patrick Racing           | 9    | 1.16,456 |
| 7     | Tony Kanaan          | Mo Nunn Racing           | 12   | 1.16,647 |
| 8     | Hélio Castroneves    | Marlboro Team Penske     | 4    | 1.15,580 |
| 9     | Dario Franchitti     | Team KOOL Green          | 7    | 1.16,375 |
| 10    | Tora Takagi          | Walker Racing            | 25   | 1.18,991 |
| 11    | Nicolas Minassian    | Chip Ganassi Racing      | 21   | 1.17,570 |
| 12    | Max Papis            | Team Rahal               | 11   | 1.16,512 |
| 13    | Scott Dixon          | PacWest Racing           | 14   | 1.16,826 |
| 14    | Oriol Servià         | Sigma Autosport          | 8    | 1.16,444 |
| 15    | Maurício Gugelmin    | PacWest Racing           | 17   | 1.17,005 |
| 16    | Bryan Herta          | Zakspeed/Forsythe Racing | 18   | 1.17,137 |
| 17    | Michel Jourdain Jr.  | Herdez Bettenhausen      | 24   | 1.18,381 |
| 18    | Shinji Nakano        | Fernández Racing         | 27   | 1.19,362 |
| 19    | Adrián Fernández     | Fernández Racing         | 19   | 1.17,270 |
| 20    | Christian Fittipaldi | Newman/Haas Racing       | 16   | 1.16,937 |
| 21    | Alex Tagliani        | Forsythe Racing          | 13   | 1.16,716 |
| 22    | Bruno Junqueira      | Chip Ganassi Racing      | 20   | 1.17,505 |
| 23    | Michael Krumm        | Dale Coyne Racing        | 23   | 1.17,914 |
| 24    | Alex Zanardi         | Mo Nunn Racing           | 22   | 1.17,851 |
| 25    | Patrick Carpentier   | Forsythe Racing          | 6    | 1.16,353 |
| 26    | Luiz Garcia Jr.      | Dale Coyne Racing        | 28   | 1.20,931 |
| 27    | Roberto Moreno       | Patrick Racing           | 10   | 1.16,484 |
| 28    | Max Wilson           | Arciero/Brooke Racing    | 26   | 1.19,294 |